# Generation YZ

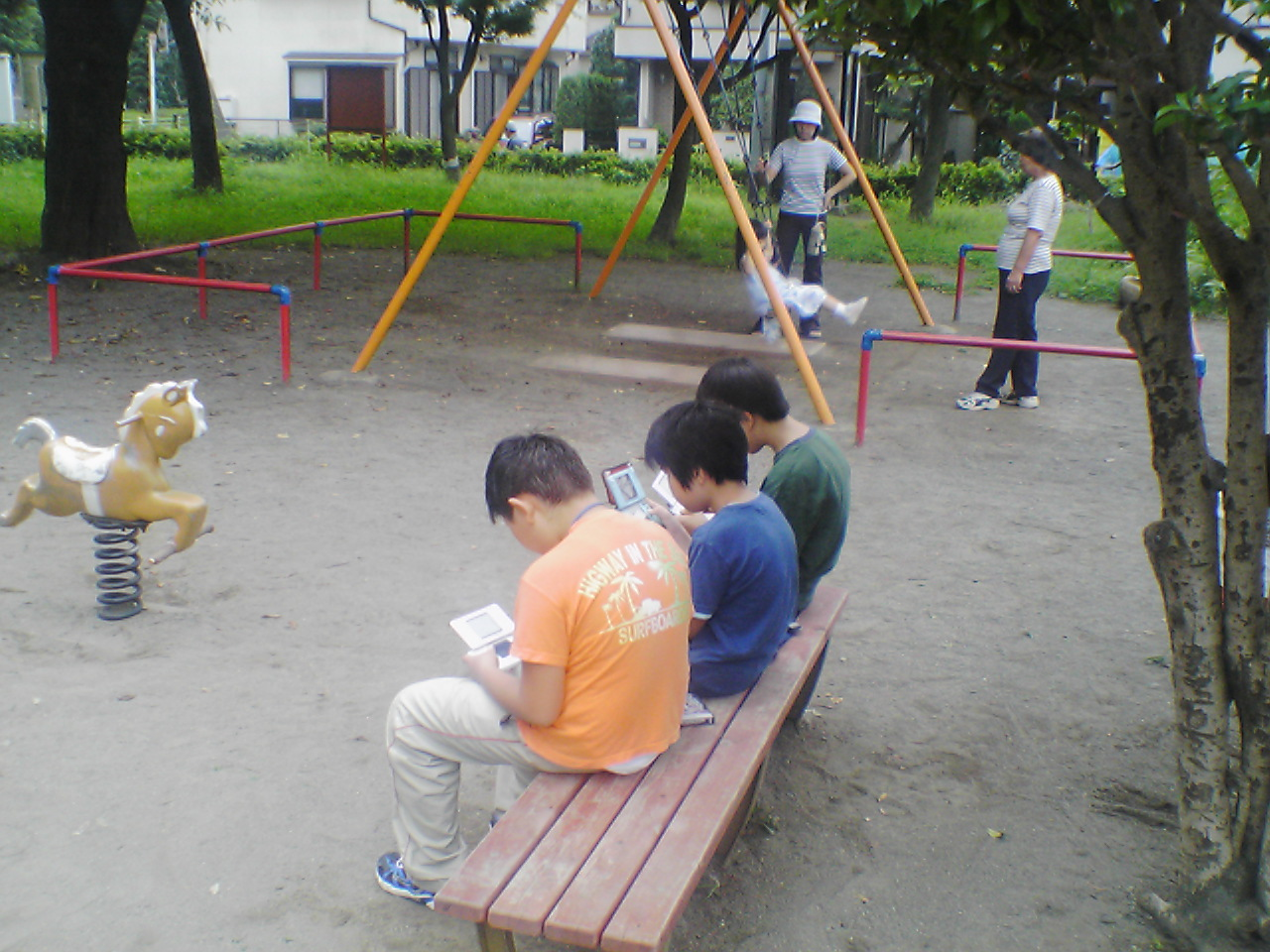
Barn hörande generation YZ som spelar Nintendo DS i en park, 2006.

Generation YZ (engelska: zillennials eller zennials) är en demografisk kohort, en så kallad mikrogeneration, omfattande folk födda under 1990-talet till början av 2000-talet, bland annat kännetecknad för att ha varit sista generationen som huvudsakligen växte upp utan internet som små barn och som sedan fick tillgång till det under sin uppväxt, vilket sammanfaller med skiftet till Web 2.0 med mera. Deras närhet till föregående generation Y och följande generation Z samt den begränsade åldersuppsättning har gjort de till en social kohort som kan klassas som en mikrogeneration.
De är främst barn till babyboomgenerationen och generation X. Generationen kodväxlar mellan generationer, har höga nivåer av digital kompetens och är mer benägna att självidentifiera sig i en minoritetsgrupp. De har hög varumärkeslojalitet, låg priselasticitet och stabila köpmönster.

## Händelser under generationens uppväxt
- Elfte september-attackerna (2001)
- Afghanistankriget (2001–2021)
- Irakkriget (2003–2011)
- Dödandet av Osama bin Laden(en) (2011)
- Kriget mot Islamiska staten (2014–2019)
- Brexit (2017–2020)
- Covid-19-pandemin (2019–2022)